# Rinat Dasaev
Rinat Faizrahmanovici Dasaev (în rusă Ринат Файзрахманович Дасаев, n. 13 iunie 1957, Astrahan, RSFS Rusă, URSS) este un fost jucător de fotbal rus de etnie tătară care a jucat în echipa URSS la trei Campionate mondiale. Este considerat al doilea portar rus din toate timpurile, după Lev Iașin și unul dintre cei mai buni din lume în anii '80. IFFHS i-a acordat premiul Cel mai bun portar din anul 1988. În 2004, Dasaev a fost menționat de  Pelé drept unul dintre cei mai buni 125 de jucători în viață.

## Cariera
Rinat Dasaev a început să joace fotbal la formația locală Volgar Astrahan. După doar un sezon petrecut la prima formație a clubului, el a fost observat de către reprezentanți ai clubului Spartak Moscova la care avea să ajungă în anul 1977.
În anul 1979, Rinat Dasaev a debutat la echipa națională a Rusiei, iar peste doar un an avea să participe la o competiție foarte importantă alături de aceasta: Jocurile Olimpice de Vară, care e desfășurau în acel an în Rusia, la Moscova. A primit doar trei goluri în această competiție, însă unul foarte important în semifinala cu Germania de Est, care a reușit să ajungă în finală. Dasaev a fost titular și în finala mică, în care jucătorii din Uniunea Sovietică au reușit să își adjudece medaliile de bronz.
Tot în 1980, Rinat Dasaev era numit cel mai bun portar sovietic. Avea să fie prima din cele șase astfel de distincții câștigate de-a lungul carierei de portarul de origine tătară. În anul 1982, avea să participe la primul său turneu final al Campionatului Mondial, în Spania. A fost titular în toate cele 5 partide disputate de Rusia (3 în prima fază a grupelor și 2 în cea de-a doua, primind doar patru goluri (2 în meciul cu Brazilia și 2 în meciul cu Scoția); Uniunea Sovietică avea să fie eliminată în cea de-a doua etapă a grupelor, după ce a încheiat pe locul doi, după Polonia, pierzând calificarea în semifinale la golaveraj.
Datorită performanței sale, Dasaev a fost numit Fotbalistul sovietic al anului și portarul sovietic al anului în 1982.
În anul 1986, Dasaev a fost prezent la cel de-al doilea Campionat Mondial din carieră, cel din Mexic. A terminat pe primul loc în grupa A, după ce a primit un singur gol (în meciul cu Franța) și a fost titular în meciul de referință al Rusiei la acest turneu final, victoria cu 6-0 împotriva Ungariei. În ultimul meci al grupei, 2-0 cu Canada, a fost înlocuit cu Tchanov, însă a revenit în memorabila optime de finală împotriva Belgiei: sovieticii au pierdut cu scorul de 4-3, după prelungiri, iar Dasaev îi încheia astfel prezența la acest turneu final.
Apogeul carierei lui Dasaev a fost atins în 1988, când portarul originar din Astrahan a fost titularul postului în primul său turneu final de Campionat European. Până în finala cu Olanda, Dasaev a primit doar două goluri în grupe, în egalul cu Irlanda (1-1) și în victoria categorică împotriva Angliei (3-1). În finală, va rămâne însă memorabil golul marcat de Marco van Basten, care l-a învins pe portarul sovietic cu un șut numit de unii imposibil, dintr-un unghi închis. Olanda învingea cu scorul de 2-0, iar Dasaev urma să fie numit cel mai bun portar din lume al anului 1988.
Tot în 1988, Dasaev avea să se transfere în Spania, la Sevilla, după 335 de meciuri jucate la Spartak. Ca jucător al acestei formații, a participat la cel mai nereușit turneu final al URSS, în 1990, la Campionatul Mondial din Italia. Sovieticii au încheiat ultimii în grupă, deși au învins, în ultimul meci, scor 4-0, chiar câștigătoarea grupei, Camerun. În primul meci, Dasaev a fost învins de două ori de către românul Marius Lăcătuș. În 1991, după ce a evoluat în aproape 60 de meciuri în Spania, s-a retras din activitatea de fotbalist.